# Olkusz
Olkusz é um município da Polônia, na voivodia da Pequena Polônia e no condado de Olkusz. Estende-se por uma área de 25,65 km², com 34 152 habitantes, segundo os censos de 2018, com uma densidade de 1331,5 hab/km².